# Радутний Сергій Іванович
Сергій Іванович Радутний (26 січня 1957 — 20 березня 2016) — український державний діяч, займав посаду голови Державної міграційної служби України у період з 24 березня 2014 року по 24 червня 2015 року.

## Життєпис
Народився 26 січня 1957 року.
Освіта вища, юридична. У 1987 році закінчив Київський державний університет імені Тараса Шевченка.
З 1981 року по 1999 рік — пройшов шлях від дільничного інспектора міліції до начальника районного управління ГУМВС України в м. Києві.

З 1999 року по 2000 рік — заступник начальника Головного управління адміністративної служби міліції — начальник управління організації профілактичної та адміністративної роботи МВС України.
З 2000 року по 2001 рік — заступник начальника Головного управління адміністративної служби міліції — начальник управління паспортної, реєстраційної та міграційної роботи МВС України.
З 2001 року по 2002 рік — заступник начальника Департаменту громадянства, паспортної та імміграційної служби — начальник відділу контролю за режимом перебування іноземців та боротьби з незаконною міграцією МВС України.
З 2002 року по 2009 рік — обіймав посади першого заступника та заступника директора Державного департаменту у справах громадянства, імміграції та реєстрації фізичних осіб МВС України.
З 2009 року по 2011 рік — перший заступник голови Державної міграційної служби України.
З 24 березня 2014 по 24 червня 2015 — голова Державної міграційної служби України.
Державний службовець 4-го рангу (листопад 2009), 1-го рангу (серпень 2014).
Помер 20 березня 2016 року. Похований на Лісовому кладовищі Києва.